# 山口博 (コラムニスト)
山口 博（やまぐち ひろし、1962年 - ）は、日本のコラムニスト、グローバルトレーニングトレーナー。

## 経歴
1962年（昭和37年）、長野県上田市生まれ。1981年（昭和56年）、長野県上田高等学校卒業。1986年（昭和61年）、慶應義塾大学法学部政治学科卒業。大学在学中にサンパウロ大学法学部留学。大学卒業後、第一生命保険入社、富士銀行（現みずほ銀行）出向、米国プルデンシャル出向、マニュライフ・ファイナンシャル・シニアマネジャー、SAPジャパン人材開発部長、外資系企業人事本部長等を歴任し、PwC、KPMGコンサルティングディレクターを経て、2017年（平成29年）8月、モチベーションファクター株式会社を設立し代表取締役社長に就任。横浜国立大学大学院非常勤講師、工学院大学招聘教員。日本ナレッジマネジメント学会会員。
2014年（平成27年）よりダイヤモンド・オンラインで企業人事に関するコラム「トンデモ人事部が会社を壊す」を長期連載している。
2015年（平成27年）3月には、日本ナレッジマネジメント学会で基調講演および「M&A・組織再編の成否を握る社内SNS」と題する報告を行っている。

## 著書

### 単著
- 『チームを動かすファシリテーションのドリル』扶桑社〈扶桑社BOOKS新書〉、2016年。ISBN 978-4-594-08128-7。
- 『クライアントを惹き付けるモチベーションファクター・トレーニング』きんざい、2017年。ISBN 978-4-322-13088-1。

### 共著
- 『証券化の理論と実務』企業財務制度研究会 編、中央経済社〈COFRI実務研究叢書〉、1992年。ISBN 4502720232。
- 『ゼミナール 日本の投資者 機関化と運用』日債銀・第一生命証券化研究会 編、東洋経済新報社、1993年。ISBN 9784492720615。

## 連載

### 日経ビジネスオンライン
- 第1回 1時間で必ず合意形成する（上）あなたの会社のダメな会議を撲滅する！
- 日経ビジネス・オンライン第2回 1時間で必ず合意形成する（下）あなたを「会議の達人」にする4つのスキル
- 第3回 モチベーション向上による課題解消（上）質問に答えるだけ、1分で確実にやる気アップ
- 日経ビジネス・オンライン第4回 モチベーション向上による課題解消（中）部下に刺さるツボを探せてこそ、できる上司だ！
- 第5回 モチベーション向上による課題解消（下）ポジティブになるだけで売り上げが倍増する秘密
- 日経ビジネス・オンライン第6回 胸を打つスピーチ構成（1）ジョブズを超えろ！スピーチ構成のコツ「BIGPR」
- 日経ビジネス・オンライン第7回 胸を打つスピーチ構成（2）「MAP」を書いてプレゼンの全体像を示す
- 日経ビジネス・オンライン第8回 胸を打つスピーチ構成（3）聴衆を引き付ける必勝スキル、「SSP」とは？
- 日経ビジネス・オンライン第9回 胸を打つスピーチ構成（4）聞き手の心に刺さる「アンカリング」とは
- 日経ビジネス・オンライン第10回 役に立つプレゼンテーション技術（1）アイコンタクトの達人を目指す
- 日経ビジネス・オンライン第11回 役に立つプレゼンテーション技術（2）ワン・パーソン・ワン・センテンスで目配りと間合いづくり
- 日経ビジネス・オンライン第12回 役に立つプレゼンテーション技術（3）プレゼンの中の「あ～、う～」とどう戦うか
- 日経ビジネス・オンライン第13回 役に立つプレゼンテーション技術（4）ジャパンの発音は「ジャピィアーーッン」だ！
- 日経ビジネス・オンライン第14回 M&A後の対立を解消できる秘伝のファシリテーション
- 日経ビジネス・オンライン第15回 モンスター・クライアントに負けない「新・応酬話法」
- 日経ビジネス・オンライン第16回 現場主義が現場をつぶす 「成功事例の共有」で、現場を疲弊させないコツ
- 日経ビジネス・オンライン第17回 なぜ研修が役に立たないのか トレーニング効果を諦めるのは、まだ早い
- 日経ビジネス・オンライン第18回 「頭のいい人」は、なぜ嫌われるのか 今日のリーダーシップに必要な2大スキル
- 第19回 その一言が部下を萎えさせる 信頼関係を台無しにする5つのフレーズ
- 第20回 トップセールスに共通の秘術あり 顧客のタイプを見極め、大胆に話法を変える
- 第21回 上司と部下はなぜ「断絶」するのか 「モチベーションファクター」の無理解が生む“悲劇” 20160923
- 第22回 部下の「意欲」の源泉を見極めよう モチベーションファクターに基づく、強い組織の構築とは20160926
- 第23回 4つの「質問スキル」で合意形成 会議での時間切れや見せかけの合意を解消する 20160928

### ダイヤモンドオンライン
- ダイヤモンド・オンライン「トンデモ人事部が会社を壊す」第1回 会議に水を出せない！ホワイトボードを運べない！エクセレントカンパニーの硬直した組織慣習
- 第2回 「もう人事部とは口をきかない」最新制度導入がもたらした人事無責任体制
- 第3回 営業部門よりもエラい!?経営を危うくする人事の特権意識
- 第4回 「鶴の恩返し」の機織り部屋を廃止する！本社至上主義から脱却するための単純な処方箋
- 第5回 合併してもケンカばかり･･･起死回生の秘策は"2ちゃんねる"導入
- 第6回 雇用問題を増長した人事部門の無策（上）キャリア開発の視点を損なったオトモダチ異動の罪
- 第7回 雇用問題を増長した人事部門の無策（中）「やりがい」の名の下に社員甘やかしが横行する“世界で最も働きがいのある会社”
- 第8回 雇用問題を増長した人事部門の無策（下）人材資源のマッチングが雇用問題を解決する
- 第9回 世紀の悪法が雇用の現場をかき回す（上）現行派遣法がもたらした雇用崩壊
- 第10回 世紀の悪法が雇用の現場をかき回す（中）やみくもな規制強化は本末転倒 改正派遣法の本質的問題はどこにある？
- 第11回 世紀の悪法が雇用の現場をかき回す（下）選択肢の拡充が、救世主となる
- 第12回 「リストラは私のせいではない！」社長の仰天発言に見る組織の病
- 第13回 「健康保険証が届かない」人事部の管理型体質が企業発展を妨げる
- 第14回 「もう人事部門には頼まない」トレーニングのビジネス部門への移管が人事部門の存在意義を消失させる
- 第15回 コンサルタント出身の社長が社員に総スカンを食った理由
- 第16回 実は日本人は休み過ぎ!?有給休暇消化の義務化は国力を損なう
- 第17回 「この日は休め」と言われて嬉しいか？続・有給休暇消化の義務化は国力を損なう
- 第18回 残業代ゼロ法案に年収制限は必要か？
- 第19回 会社の集合研修は、なぜ役に立たないのか？（上）
- 第20回 “完璧な研修”ほど社員のヤル気をそぐ理由 会社の集合研修は、なぜ役に立たないのか？（下）
- 第21回 採用される側も会社を選ぼう！採用方法でダメな会社を見分ける5つの注意点
- 第22回 公務員もビックリ！企業の人事部にも蔓延する“お役所仕事”の実情
- 第23回 複雑怪奇な企業研修で自己満足に浸る人事部 本当に能力が上がる研修の秘訣とは？
- 第24回 残業代ゼロ法案が通っても人事部が変わらなければ意味がない
- 第25回 あなたの会社を壊す「拒絶・伝言症候群」の恐ろしさ
- 第26回 草食系のゆとり世代をヤル気にさせる会話テクニック
- 第27回 タクシー運転手のカーナビ依存は目的喪失症候群？
- 第28回 ジョブホッパーで何が悪い？「転職は3回まで」ルールの無意味
- 第29回 従来の会社説明会をやめたら応募者が増えた！ある人事が考えた新しい採用とは
- 第30回 デキの悪いエントリーシートを使い続ける 人事部の怠慢
- 第31回 年々巧妙化！ブラック企業の10の手口を徹底解説
- 第32回 「大学文系不要論」炎上に見る文科省の悪しきビジネスモラル
- 第33回 頑固上司の絶滅が、国力を衰退させる
- 第34回 社員を教育したければ社長自ら教育研修を受けよ
- 第35回 実は落とすのが快感！「優秀な人材を厳選採用」する人事のホンネ
- 第36回 残業常習者が会社を壊す
- 第37回 ベッキー騒動にみる「言い繕い」が組織を壊す
- 第38回 SMAPの残留は失敗！転職こそが人を磨く
- 第39回 「iPhoneは電話か、IT機器か」でモメる管理部門のバカバカしさ
- 第40回  「名刺交換もしない「引きこもり人事マン」が採用などできるのか？」
- 第41回 バブル入社組は、なぜ「使えない」と言われるのか
- 第42回 怠慢人事部の仰天発想「ポストがないから優秀になられても困る」
- 第43回 「真田丸」登場武将のリーダーシップを現代の尺度で評価する
- 第44回 「半年で超優秀人材を大量採用しろ！」無茶振り社長が現場にもたらす災厄
- 第45回 企業広報が読まれもしない資料作りに腐心する愚かさ
- 第46回 「法律違反していないから解雇OK！」経営陣の短絡思考が組織を壊す
- 第47回 キャリア形成に興味がない新入社員を、さらにダメにする人事部の罪
- 第48回 言質をとられるな！を最優先に社員教育をする企業が増えた
- 第49回 社員の半数が逃げ出した！トンデモM&Aは誰の責任か？
- 第50回 同僚の「肉食度・草食度」を見極めてマネジメントに活かせ 20160809
- 第51回 「マズい人事異動」が専門バカ育成や伏魔殿化を助長する 20160823
- 第52回 面接や受付が横柄な「ダメ企業」はなぜ減らないのか 20160906
- 第53回 「残業ゼロの陰で仕事持ち帰り」は人事部の怠慢が原因だ 20160920
- 第54回 社員のチャレンジの芽を摘む「リスク過敏症」企業の愚かさ 20161004
- 第55回 電通新入社員自殺に見る、過労死事件頻発の理由とは 20161008
- 第56回 日ハム大谷の二刀流をビジネスマンこそ見習うべき理由 20161101
- 第57回 ストレスチェックを社員に押し付ける人事部の本末転倒 20161115
- 第58回 業務山積→ストレス増加の悪循環は「付箋に書くだけ」で脱出できる 20161129
- 第59回 シニア社員切り捨てを防ぐ、ある単純な仕掛けとは？ 20161213
- 第60回 同一労働同一賃金の議論に足りない「労働結果の評価法」の視点 20161227
- 第61回 ピコ太郎「PPAP」をビジネスマンが英語のバイブルにすべき理由 20170110
- 第62回 お客の面前で部下を罵倒！「指導」と勘違いするダメ上司 20170124
- 第63回 残業問題で電通から都庁まで「一斉消灯ブーム」の違和感 20170207
- 第64回 天下り文科省の膿を出し切るには「解体」しかない 20170221
- 第65回 伊達マスク社員が会社を停滞させる 20170307
- 第66回 人事部にも時短の波、「30秒研修」「1日採用」は是か非か 20170321
- 第67回 採用面接で候補者にダマされない究極の方法 20170404
- 第68回 組織改革失敗の原因は「本部長と部長の間」にありがちだ 20170418
- 第69回 私生活まで社畜化される日本人、「プレ金」に社内行事の企業も 20170502
- 第70回 人事部不信が企業に蔓延、働き方改革実践にも人事部は不要!? 20170516
- 第71回 給与遅延してもOK!?ルールに盲従するトンデモ企業の本末転倒 20170530
- 第72回 メルマガ発信でサイバーテロ犯認定！セキュリティ規則盲従の落とし穴 20170613
- 第73回 新人にテレアポ千本ノック！？シゴキで部下が育たない本当の理由 20170627
- 第74回 お客の問い合わせをたらい回し！大手航空会社のトンデモルール 20170711
- 第75回 「富山からは採用しない」不二越・本間会長の発言は正論だ 20170725

### ハーバービジネスオンライン
- ハーバービジネスオンライン「分解スキル・反復演習が人生を変える」第1回 誰もが陥るショーンK症候群の落とし穴と処方箋 20160407
- 第2回 「真田丸」に学ぶモチベーション・マネジメント 20160416
- 第3回 新しい職場ですぐ“馴染む”ための話法転換術 20160424
- 第4回 「ちょっといいですか」が口癖のビジネスマンは大成しない！ 20160501
- 第5回 プレゼン下手は要注意！「それでは次のページです」という言葉がまずいワケ 20160508
- 第6回 「1時間で会議を終わらせる」ための単純で簡単な4つの方法 20160522
- 第7回 仕事上での対立関係を超簡単に解消する方法 20160605
- 第8回 釈明・お詫びに「流暢な説明」はむしろ身を滅ぼすことになるい！ 20160615
- 第9回 外交的な人がプレゼン上手とは限らない！内向的だからこそ高められるプレゼンスキル 20160706
- 第10回 ビジネストークで最適な「アイコンタクト」は何秒が適切？ 20160715
- 第11回 人を惹きつけるためには、視線は上下左右どこに外すといい？20160727
- 第12回 プレゼンで「まんべんなく見渡すジグザグ目線」が役に立たない理由 20160817
- 第13回 優柔不断な上司を即決させるための「上手な聴き方」とは？ 20160904
- 第14回 上司と部下が険悪になるケースが多発！ どうすれば「やる気にさせる」任せ方ができる？20160911
- 第15回 相手を惹きつける話法ができる人はここが違う！ 相手の「モチベーションエリア」を見極めるべし20160915
- 第16回 小池都知事の打ち出した「20時一斉消灯」は根本解決にならない！ 20160922
- 第17回 「役に立たない助言」を言うヤツと、「頼られる先輩上司」になる人はここが違う! 20160930
- 第18回 企業が衰退する要因は「やる気の源泉が画一的」な企業体質にあり!? 20161012
- 第19回 「準備万端」な研修ほど能力開発には役立たないこれだけの理由 20161019
- 第20回 「相手の反論」をどうしたら収束できる？ 鍵は「結語」にあり！ 20161103
- 第21回 モンスタークライアントをいなすための「NGリアクション／していいリアクション」とは？ 20161114
- 第22回 締切間際の「ストレスチェック」。実施強要が逆に社員のストレスを増幅させている 20161127
- 第23回 役に立つコンサルタントと、役に立たないコンサルタントはここが違う 20171210
- 第24回 「同一労働同一賃金」の議論は抜け穴だらけで意味がない！ 20170125
- 第25回 労基署臨検の主眼は何か？ 勤務管理表改ざんの摘発より重要なこと 20170130
- 第26回 長時間紛糾しそうな会議を「1時間」で終わらせるテクニックとは？ 20170206
- 第27回 役立たずの「アクションプラン」はなぜできてしまうのか？ 20170222
- 第28回 実効性の高いアクションプランは付箋とサインペンで出来る！ 20170227
- 第29回 効果的なアクションプラン、その秘訣は「優先順位」の付け方にある！ 20170307
- 第30回 「やる気の源泉」を見極めてマネジメントすると集団はうまく回る！ 20170327
- 第31回 チーム内の軋轢は「やる気の源泉」のギャップを解消すれば解決する！ 20170403
- 第32回 チーム内の雰囲気はメンバーの「やる気の源泉」を見極めれば変えられる！ 20170410
- ボランティアは就活に有効なだけじゃない!? 50周年を迎えた「あしなが運動」をした学生に見るビジネス資質とは？ 20170428
- 第33回 会って20秒で相手を引き付けるために重要なこと 20170517
- 第34回 取り引き相手に「誠実だ！」と思わせるビジネストーク術とは？ 20170522
- 第35回 アポイントメントの確度が飛躍的に高まる電話術 20170529
- 第36回 参加者をうんざりさせない「研修」運営のポイント 20170605
- 第37回 「メールで関係が悪化する」人が実行すべき超簡単な改善法 20170619
- 第38回 メールでアポイントメントを取る鍵は「●●●」という一言にある 20170626
- 第39回 グループメールアドレスだけで差出人のないメールがダメな理由 20170703
- 第40回 ビジネス書を読んでも、研修に出ても実践で役に立たない理由とは？ 20170720
- 第41回 コーチング実践を阻害する「固定観念」は、このスキル演習で排除できる！ 20170725

### フジサンケイビジネスアイ
- 高論卓説 「分解スキル・反復演習」が企業研修変える 2017年5月11日
- 高論卓説 部下をやる気にさせる管理手法 2017年6月28日

### 月刊KINZAIファイナンシャルプラン
- 月刊KINZAIファイナンシャル プラン「クライアントを引き付けるナビゲーションスキルトレーニング」第1回 課題解決のためのモチベーションアップ手法 201604
- 第2回 購入意欲を刺激するモチベーションエリア活用 201605
- 第3回 クライアントをガイドするリアクション力 201606
- 第4回 アイコンタクトで表現力を高める 201607
- 第5回 動作に言葉を乗せて聴衆を引き付ける 201608
- 第6回 面談をリードするセットアップ 201609
- 第7回 聞き手の心を揺さぶるアンカリング力 201610
- 第8回 ニーズを洗い上げ、掘り下げる質問力 201611
- 第9回 示唆質問による合意形成手法 201612
- 第10回 モンスタークライアントを巻き込むハンドリング話法 201701
- 第11回 決して応酬しないで反論を収束する、懸念解消のための５つの話法 201702
- 第12回 モチベーションファクターがもたらす行動変革 201703

## 記事
- OKWeb Users Conference 2004 ベストナレッジ賞受賞
- デイリー･ダイヤモンド2014年7月28日号 職場の「お荷物」社員：特別インタビュー「お荷物」社員を生み出した原因は権威主義的な人事部の無策にあり
- 週刊ダイヤモンド2016年4月30日/5月7日合併特大号「お金の賢者と愚者」出世・転職 大企業での出世は増々困難に 市場価値意識して自分を磨け
- バーバードビジネスレビューオンライン2017年1月20日 行動が意識を変える 企業変革アプローチとしてのアクションセット
- 毎日新聞2017年2月8日 同一労働同一賃金 指針案の効果限定的
- 週刊ダイヤモンド2017年2月11日号 誰も触れなかった絶対格差 子会社族のリアル プロパー部下のトリセツ
- 日本経営協会機関誌2017年4月号 働き方改革実現のための行動変革プログラム
- SankeiBiz2017年4月4日 組織開発・人材開発に関する全国意識調査結果を発表
- プレジデント2017年5月15日号 一流の人の1週間大解明 日本人は休みすぎ！？世界のビジネスマンの休日比較
- 週刊ダイヤモンド2017年5月20日号 ダイヤモンドオンライン発 私生活まで社畜化される日本人、「プレ金」に社内行事の企業も
- 金融経済新聞2017年6月5日号 喜怒哀楽 「モチベーションファクター」論

## 講演

### 日経ビジネスセミナー
- 日経ビジネスセミナー2016年2月 「課題解決力、合意形成力を飛躍的に向上させる リーダーシプ・トレーニング 反復演習で体得する12のスキル」
- 日経ビジネスセミナー2016年5月 「課題解決力、合意形成力を飛躍的に向上させるリーダシップトレーニング 反復演習で体得する10のスキル」
- 日経ビジネスセミナー2016年10月15日 「合意形成力、課題解決力を飛躍的に向上させるリーダシップトレーニング 反復演習で体得する16のスキル」
- 日経ビジネスセミナー2017年9月26日 「1時間で必ず合意形成できる質問スキル 4つの質問によるモチベーション・ファシリテーション」
- 日経ビジネスセミナー2017年11月14日 「1時間で必ず合意形成できる質問スキル 4つの質問によるモチベーション・ファシリテーション」

### 日本ナレッジマネジメント学会
- 日本ナレッジマネジメント学会理論・企業調査研究部会、国際部合同部会 2004年7月
- 日本ナレッジマネジメント学会 ソーシャルメディア部会主催次世代ナレッジマネジメントカンファレンス 2014年7月
- 日本ナレッジマネジメント学会 第18回年次大会 2015年3月
- 日本ナレッジマネジメント学会 第19回年次大会 2016年3月
- 日本ナレッジマネジメント学会 第20回年次大会 2017年3月

### ビズテリアフォーラム
- ビズテリアフォーラム2017年4月17日 「働き方改革」社内展開プラン共創ワークショップ 先進企業と一緒に作るあなたの会社の行動計画
- ビズテリアフォーラム2017年6月14日 「中国進出・インバウンドの具体化」共創ワークショップ
- ビズテリアフォーラム2017年7月7日 「働き方改革」社内展開プラン共創ワークショップ 先進企業と一緒に作るあなたの会社の行動計画
- ビズテリアフォーラム2017年7月27日 国会見学付ワークショップ 親子で考える「働き方改革」
- ビズテリアフォーラム2017年8月4日 「働き方改革」社内展開プラン共創ワークショップ 先進企業と一緒に作るあなたの会社の行動計画
- ビズテリアフォーラム2017年9月14日 「働き方改革」社内展開プラン共創ワークショップ 先進企業と一緒に作るあなたの会社の行動計画

### 金融財務研究会
- 金融財務研究会セミナー2016年1月 「M&A統合プロセスで成功率を飛躍的に向上させるPMI能力開発プログラム～PMIプロセス事例を基に演習形式で体得～」
- 金融財務研究会セミナー2016年2月 「M&A統合プロセスで成功率を飛躍的に向上させるPMI能力開発プログラム～PMIプロセス事例を基に演習形式で体得～」
- 金融財務研究会セミナー2016年5月 「チームを動かす技術をＵＰ！ファシリテーション演習講座～プレゼンや会議をリードする６大スキルを伝授～」
- 金融財務研究会セミナー2016年12月6日 PMIプロセス策定・進捗の実務http://www.kinyu.co.jp/kako/282291.html
- 金融財務研究会セミナー2017年1月19日 パブリシティを10倍に増大した戦略マーケティング・広報担当者養成講座
- 金融財務研究会セミナー2017年2月16日 1時間で必ず合意形成する チームを動かすファシリテーション演習
- 金融財務研究会セミナー2017年2月23日 M&Aで統合の成功率を飛躍的に向上させるPMIプロセス策定・進捗の実務
- 金融財務研究会セミナー2017年4月12日 M&A・組織再編のエンゲージメント手法 行動・組織変革実現プログラム
- 金融財務研究会セミナー2017年5月11日 M&Aで統合の成功率を飛躍的に向上させるPMIプロセス策定・進捗の実務
- 金融財務研究会セミナー2017年8月9日 働き方改革・生産性向上と自社実行計画策定演習
- 金融財務研究会セミナー2017年8月23日 M&Aで統合の成功率を飛躍的に向上させるPMIプロセス策定・進捗の実務
- 金融財務研究会セミナー2017年9月6日 金融仲介機能ベンチマーク対応 金融機関渉外/営業担当者の対応力強化演習
- 金融財務研究会セミナー2017年9月27日 M&A・組織再編エンゲージメント手法 行動・組織変革実現プログラム

### 福島県教育センター
- 福島県教育センター主催「校長のためのマネジメント講座」学校組織マネジメント 2016年6月
- 福島県教育センター主催「教頭のためのマネジメント講座」学校組織マネジメント 2016年9月
- 福島県教育センター主催「校長のためのマネジメント講座」学校組織マネジメント 2017年6月15日
- 福島県教育センター主催「教頭のためのマネジメント講座」学校組織マネジメント 2017年9月21日

### 中関村
- 中国版シリコンバレー 北京中関村企業家顧問委員会主催 分解スキル反復演習型能力開発プログラム 2017年6月6日
- 北京中関村Topeast社セミナー 2017年6月8日

### その他
- 講演依頼.com 講師紹介
- 早稲田大学エクステンションセンター 「グローバルでも役立つビジネス基礎体力養成講座 世界で通用する人材になるために」2015年11月
- 扶桑社ファシリテーション講座『チームを動かすファシリテーションのドリル』発売記念セミナー 「柔軟思考とコミュニケーション力で組織強化する」
- あゆみブックス文禄堂高円寺店 『チームhttp://mp.weixin.qq.com/s/809HeOlm9z3mkGlHr0ZrzAを動かすファシリテーションのドリル』実演セミナー
- 金融ファクシミリ新聞社セミナー“金融仲介機能のベンチマーク”と“対話力”強化－モチベーションファクターと合意形成のスキル－ 2017年8月7日

## 出演
- 文化放送 ロンドンブーツ田村淳のNewsClub「今週のすごい人」 20170506